# 台灣凡鯔
台灣凡鯔為輻鰭魚綱鯔形目鯔科的其中一種，分布於西北太平洋的台灣海域，體長可達30公分，棲息在沿海礁石區海域。

## 擴展閱讀
維基物種上的相關：台灣凡鯔